# ロバート・アスプリン
ロバート・アスプリン（Robert Lynn Asprin, 1946年6月28日 - 2008年5月22日）は、アメリカ合衆国の小説家、SF作家、ファンタジー作家。ロバート・L・アスプリンの表記もある。

## 作品リスト

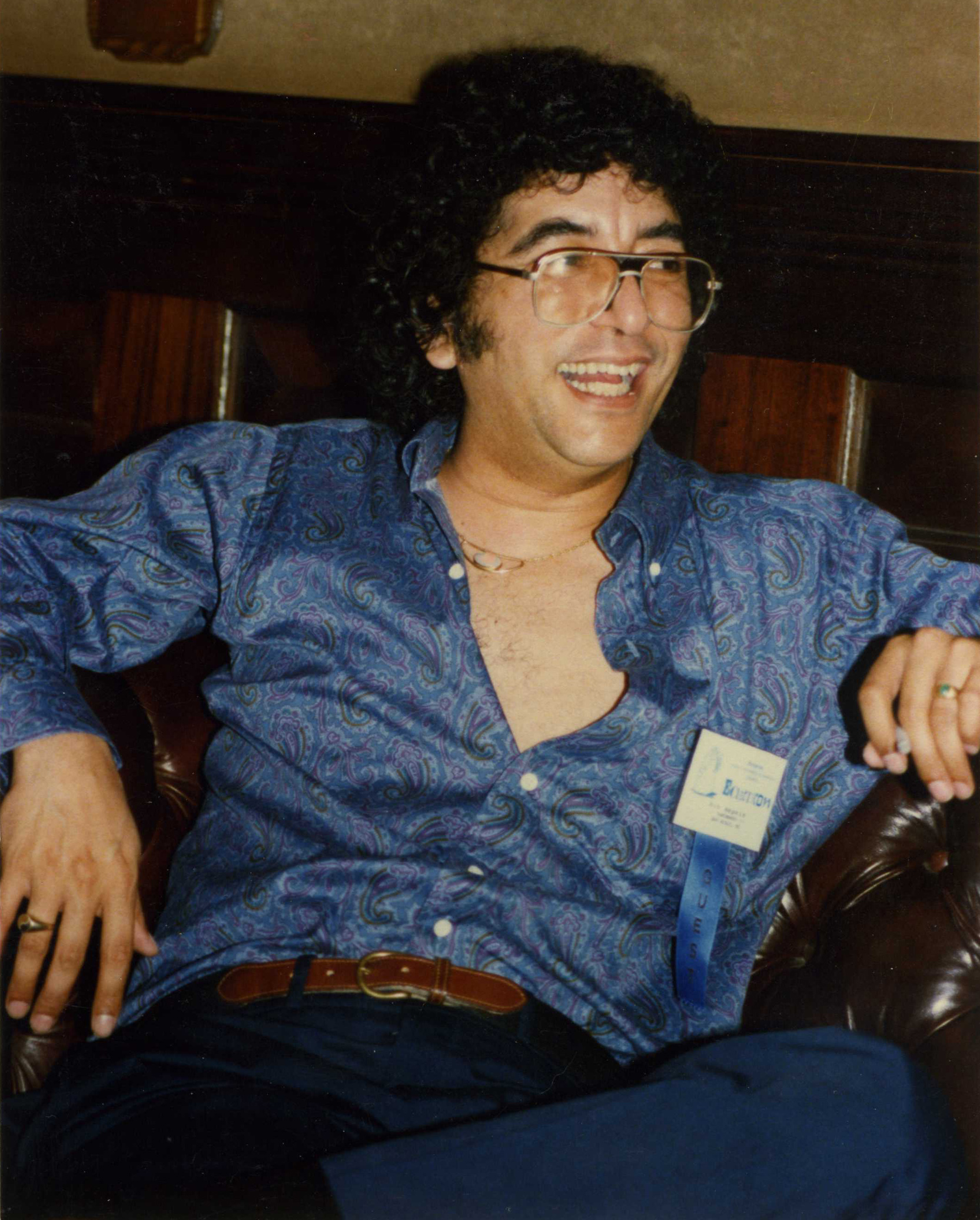

### 「銀河おさわがせ中隊」シリーズ
- 銀河おさわがせ中隊 (Phule's Company)
- 銀河おさわがせパラダイス (Phule's Paradise)
- 銀河おさわがせマネー (A Phule and His Money) : ピーター・J・ヘック(Peter J. Heck) と合作
- 銀河おさわがせアンドロイド (Phule Me Twice) : ピーター・J・ヘックと合作
- 銀河おさわがせドギー (No Phule Like an Old Phule) : ピーター・J・ヘックと合作
- 銀河おさわがせ執事 (Phule's Errand) : ピーター・J・ヘックと合作

### 「マジカルランド」シリーズ
- お師匠さまは魔物！ (Another Fine Myth)
- 進め、見習い魔術師！ (Myth Conceptions)
- 盗品つき魔法旅行！ (Myth Directions)
- 宮廷魔術師は大忙し！ (Hit Or Myth)
- 大魔術師も楽じゃない！ (Myth-Ing Persons)
- 魔法無用の大博奕！ (Little Myth Marker)
- こちら魔法探偵社！ (M. Y. T. H. Inc. Link)
- 魔物をたずねて超次元！ (Myth-Nomers and Im-Pervections)
- 魔法探偵、総員出動！ (M. Y. T. H. Inc in Action)
- 大魔術師、故郷に帰る！ (Sweet M. Y. T. H. -Tery of Life)
- 魔法の地図はいわくつき！ (Myth-ion Improbable)
- 魔法探偵社よ、永遠に！ (Something M. Y. T. H. Ink.)
- 今日も元気に魔法三昧！ (MYTH-TOLD TALES) : ジョディ・リン・ナイと合作
- 大魔術師対10人の女怪！(MYTH ALLIANCES) : ジョディ・リン・ナイと合作
- 個人情報、保護魔法！(MYTH-TAKEN IDENTITY): ジョディ・リン・ナイと合作
- 魔法塾、はじめました！(CLASS DIS-MYTHED): ジョディ・リン・ナイと合作

### その他
- ドラゴンズ・ワイルド (Dragons Wild)